# Duché de Saxe-Saalfeld

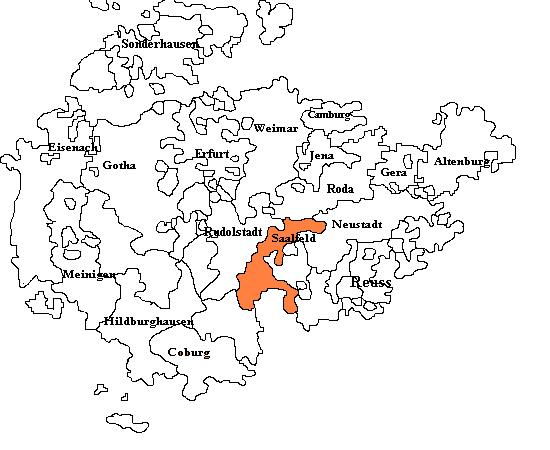
Carte de la Saxe-Saalfeld

La Saxe-Saalfeld est un duché saxon qui a existé de 1680 à 1735. Il était dirigé par la branche ernestine de la Maison de Wettin.
Elle est issue du partage de la Saxe-Gotha entre les sept fils d'Ernest Ier le Pieux. La région de Saalfeld revient à Jean-Ernest, le benjamin.
En 1699, la lignée de Saxe-Cobourg s'éteint et Jean-Ernest revendique sa succession. Après une longue querelle avec la Saxe-Gotha, un arbitrage impérial accorde finalement Cobourg à la Saxe-Saalfeld. Christian-Ernest, fils et successeur de Jean-Ernest, devient alors le premier duc de Saxe-Cobourg-Saalfeld.

## Liste des ducs de Saxe-Saalfeld
- 1675-1729 : Jean-Ernest
- 1729-1735 : Christian-Ernest